# Cecchignola

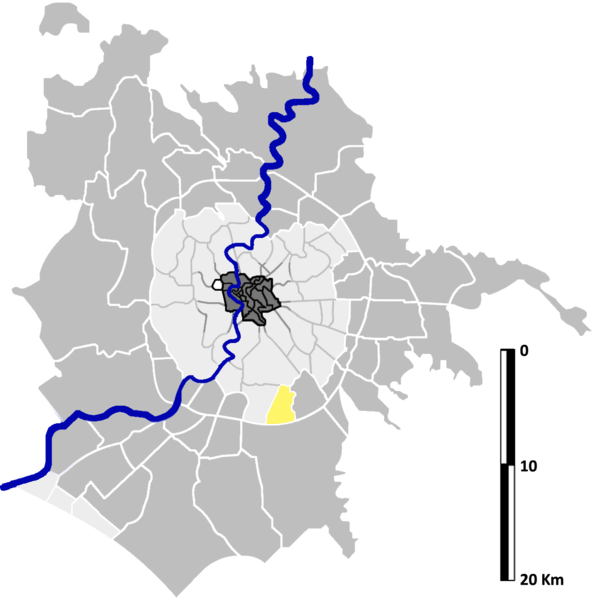
Localisation de Cecchignola sur la carte administrative de Rome.

Cecchignola est une zona di Roma (zone de Rome) située au sud de Rome dans l'Agro Romano en Italie. Elle est désignée dans la nomenclature administrative par Z.XXII et fait partie des Municipio VIII et Municipio IX. Sa population est de 2 434 habitants répartis sur une superficie de 9,57 km2.
Il forme également une « zone urbanistique » désigné par le code 12.e, qui compte en 2010 : 15 188 habitants.

## Histoire
Cecchignola est principalement une zone militaire où se trouve un grand nombre de casernes, centre de commandement, et écoles militaires au sein de ce qui est appelé la « cité militaire ».

## Lieux particuliers
- Collège de Défense de l'OTAN